# لایه پیوند
در شبکه‌های کامپیوتری، لایه پیوند یا لایه واسط شبکه پایین‌ترین لایه در میان پشته پروتکل اینترنت (که معمولاً به عنوان "TCP/IP" شناخته می‌شود) بوده و ساختار معماری شبکه بندی اینترنت را تشکیل می‌دهد. (RFC 1122 و RFC 1123) این لایه مجموعه‌ای از متدها و پروتکل‌ها می‌باشد که تنها در بخش رابط میزبان عمل می‌کند. این رابط فیزیکی بوده و اجزای مجازی شبکه برای متصل کردن میزبان‌ها و گره‌ها در داخل شبکه مورد استفاده قرار می‌گیرند. پروتکل پیوند مجموعه‌ای از متدها و استانداردهایی است که تنها بین گره‌های مجاور در یک شبکه محلی (LAN) یا یک شبکه گسترده (WAN) انجام وظیفه می‌کنند.
علی‌رغم تعاریف گوناگون لایه بندی در مدل‌های TCP/IP و OSI، لایه پیوند را اغلب ترکیبی از دو لایه پیوند داده (لایه ۲) و فیزیکی (لایه ۱) در مدل مرجع اتصال داخلی سیستم‌های باز می‌دانند. با این وجود، لایه‌های TCP/IP بیشتر در حوزه‌های عملیاتی (کاربرد، میزبان-به-میزبان)، شبکه و پیوند) عمل می‌کنند نه در رویه‌های عملیاتی جزئی یا تکنولوژی‌های شبکه بندی.
استاندارد RFC 1122 با مثال نشان می‌دهد که پروتکل‌های شبکه‌های محلی نظیر اترنت و IEEE 802 و نیز پروتکل‌های فریم‌بندی نظیر پروتکل نقطه-به-نقطه (PPP) متعلق به لایه پیوند هستند.

## تعاریف مختلف در استانداردها و متون تخصصی
خصوصیات استانداردهای LAN نظیر اترنت و IEEE 802 برای واژگان تخصصی خود به جای استفاده از مدل مرجع TCP/IP از مدل هفت لایه OSI بهره می‌برند. مدل TCP/IP معمولاً خصوصیات فیزیکی را در نظر نمی‌گیرد و به جای آن یک زیرساختار شبکه فعال و کارآمدی که بتواند فریم‌های در سطح رسانه را به رابط ارائه دهد را مورد استفاده قرار می‌دهند؛ بنابراین، RFC 1122 و RFC 1123، که تعریف TCP/IP را دربردارند، در مورد مسائل فیزیکی و انتقال داده فیزیکی بحث نکرده و هیچ استانداردی را برای آن موضوعات تعیین نمی‌کنند. در عوض به‌طور گسترده‌ای آن‌ها را در اجزای لایه پیوند دخیل می‌کند. برخی از مؤلفین کتاب‌های فنی از این تفسیر تبعیت می‌کنند که انتقال داده فیزیکی می‌بایست بخشی از لایه پیوند باشند. برخی دیگر نیز عقیده دارند استانداردهای انتقال داده فیزیکی در قالب پروتکل‌های ارتباطی نگنجیده و بخشی از مدل TCP/IP نیستند. این دسته از مؤلفین یک لایه سخت‌افزار یا لایه فیزیکی را در زیر لایه پیوند در نظر می‌گیرند و بسیاری از آنان نیز واژه لایه پیوند داده را به جای واژه لایه پیوند به کار می‌برند. در مدل پیش از TCP/IP یعنی مدل مرجع آرپانت (RFC 908, 1982) موضوعات مرتبط با لایه پیوند با عناوینی ضعیف همچون، لایه دسترسی به شبکه، پروتکل دسترسی به شبکه و نیز لایه شبکه خوانده می‌شدند، در حالیکه لایه بالاتر لایه شبکه‌شبکه‌ها نامیده می‌شد. در برخی از کتاب‌های فنی جدید، لایه واسط شبکه، لایه میزبان-به-شبکه و لایه دسترسی به شبکه گاهی اوقات مترادف لایه پیوند یا لایه پیوند داده در نظر گرفته می‌شوند و اغلب لایه فیزیکی را نیز در بر می‌گیرند.

## پروتکل‌های لایه پیوند
پروتکل‌های اصلی این لایه که توسط نیروی ضربت مهندسی اینترنت یا Internet Engineering Task Force) IETF) تعیین شده‌اند عبارتند از: پروتکل تفکیک آدرس یا Address Resolution Protocol) ARP)، پروتکل تفکیک آدرس معکوس یا Reverse Address Resolution Protocol) RARP) و پروتکل کشف همسایه یا Neighbor Discovery Protocol) NDP) که پروتکلی مشابه ARP در پروتکل اینترنت نسخه ۶ است. از زمانیکه IPv6 ابداع شد، پروتکل Open Shortcut Path First) OSPF) را نیز می‌توان در لایه پیوند در نظر گرفت، با این وجود نسخه IPv4 این پروتکل در لایه اینترنت عمل می‌کند.
پروتکل سیستم میانی به سیستم میانی یا RFC 1142) IS-IS) پروتکل مسیریابی حالت لینک دیگری است که با در نظرگرفتن مدل TCP/IP می‌توان آنرا در این لایه قرار داد هر چند این پروتکل در داخل مدل مرجع OSI توسعه داده شده بود (در لایه ۳ عمل می‌کرد). این پروتکل یک پروتکل استاندارد اینترنتی نیست. لایه پیوند همچنین شامل تمام متدهای واسط مختص به سخت‌افزار است. از آن جمله می‌توان به اترنت و دیگر طرح‌های کپسوله‌سازی IEEE 802 اشاره نمود.

## ارتباط با مدل OSI

ارتباط بین مدل OSI و مدل TCP/IP

لایه پیوند در مدل TCP/IP اغلب به‌طور مستقیم با لایه پیوند داده و لایه فیزیکی در مدل مرجع اتصال داخلی سیستم‌های باز یا OSI مورد مقایسه قرار می‌گیرد. اگرچه این دو لایه مشترکاتی با هم دارند و موضوعاتی را هم‌پوشانی می‌کنند، اما متدهای دسته‌بندی متفاوتی را به نمایش می‌گذارند. لایه پیوند در مدل TCP/IP هنوز هم در حوزه اجرایی گسترده‌تر می‌باشد اما در زمینه قوانین و اصول استاندارد کلاس بندی دارای نواقص متعددی است این مشکل زمانی نمایان می‌شود که پروتکل‌های خاصی نظیر پروتکل تفکیک آدرس یا ARP، که در مدل TCP/IP در لایه پیوند است، در مدل مرجع OSI در جایی بین لایه پیوند داده و لایه شبکه قرار می‌گیرد. در کل باید از مقایسه دقیق این دو مدل دوری جست. بحث لایه بندی در مدل TCP/IP از یک معیار طراحی اصولی پیروی نمی‌کند و معمولاً آنرا خطرناک و نادرست می‌دانند. (RFC 3439)
واژه دیگری که بعضی اوقات ممکن است به آن بر بخوریم، «لایه دسترسی شبکه»، است که سعی دارد این موضوع را نمایان کند که این لایه ارتباط نزدیکی با شبکه فیزیکی دارد. با این وجود، این نوع کاربرد اشتباه و غیر استاندارد است، زیرا لایه پیوند محتوی متدها و عملیاتی است که از سطح صرفاً دسترسی به شبکه بسیار فراتر است. برای مثال، پروتکل‌های عمده لایه پیوند برای بررسی توپولوژی شبکه محلی، یافتن روترها و میزبان‌های همسایه به کار می‌رود، عملیاتی که فراتر از دسترسی به شبکه می‌باشد.

## مثال‌هایی از عملیاتی که این لایه پشتیبانی می‌کند
لایه پیوند عملیات زیر را ارائه می‌دهد:
- روش‌های شبکه‌بندی پیوندهای منطقی
  - کپسوله‌سازی بسته‌های IP در داخل فریم‌ها
  - همزمان‌سازی فریم
  - شناساسی خطا از طریق حذف بسته‌های دارای خطا (در شبکه‌های LAN و کابل‌های نوری نقطه به نقطه)
  - زیرلایه کنترل منطقی پیوند یا Logical Link Control) LLC): (در پروتکل‌های جدید و بی‌سیم مورد استفاده قرار می‌گیرد)
    - شناسایی خطا و درخواست تکرار خودکار بسته‌های خطادار برای ارتباط گره به گره
    - کنترل جریان گره به گره
    - تصحیح خطای رو به جلو (هرچند این سرویس در لایه فیزیکی کاربرد دارد)

  - زیرلایه کنترل دسترسی رسانه یا Media Access Control) MAC)
    - پروتکل‌های با دسترسی چندگانه، برای مثال با قابلیت شناسایی یا جلوگیری از تصادم
    - آدرس‌دهی فیزیکی (MAC Addressing)
    - سوئیچینگ LAN (سوئیچینگ بسته) شامل فیلترینگ MAC و پروتکل درخت پوشا
    - سوئیچینگ ذخیره و هدایت
    - صف بندی بسته‌های اطلاعاتی یا الگوریتم‌های زمانبندی

  - پروتکل‌های کمکی در بسته‌های IP کپسوله نمی‌شوند:
    - برخی از پروتکل‌های مسیریابی
    - پروتکل‌های تفکیک آدرس‌های IP به/از آدرس‌های فیزیکی
- موضوعات شبکه بندی فیزیکی:
  - تحویل بیت به بیت یا سمبل به سمبل
  - نرخ بیت خالص
  - مدولاسیون دیجیتال
  - کدگذاری خط
  - قابلیت شنود سیگنال حامل (Carrier Sense) و شناسایی تصادم توسط برخی از پروتکل‌های دسترسی چندگانه سطح ۲ انجام می‌پذیرد.
  - مدارگزینی (Circuit Switching)
  - تسهیم‌سازی (Multiplexing)
  - تصحیح خطای رو به جلو، برگ برگ کردن بیت و دیگر کدگذاری‌های کانال
  - ارتباطات سریال و موازی
  - همزمان‌سازی بیتی